# Trioza tripunctata
Trioza tripunctata är en insektsart som först beskrevs av Fitch 1851.  Trioza tripunctata ingår i släktet Trioza och familjen spetsbladloppor. Inga underarter finns listade i Catalogue of Life.